# 1492년

## 연호
- 명(明) 홍치(弘治) 5년
- 일본(日本) 엔토쿠(延徳) 4년 / 메이오(明応) 원년
- 후 레 왕조(後黎朝) 홍득(洪德) 23년

## 기년
- 류큐(琉球) 쇼신왕(尚真王) 16년
- 명(明) 효종 홍치제(孝宗 弘治帝) 5년
- 조선(朝鮮) 성종(成宗) 23년
- 후 레 왕조(後黎朝) 성종(聖宗) 33년

## 사건
- 1월 2일 - 그라나다 왕국 멸망으로 스페인 통일
- 3월 23일 - 조반니 데 메디치(훗날 교황 레오 10세)가 정식으로 추기경단에 들어감.(1489년에 추기경에 서임됨)
- 8월 11일 - 교황 알렉산데르 6세, 214대 로마 교황으로 취임.
- 10월 12일 -콜럼버스가 인디아를 향한 첫 항해에서 과나하니섬에 도착하여 이 섬을 '산살바도르'라고 이름붙이다.
- 11월 9일 - 잉글랜드의 헨리 7세와 프랑스의 샤를 8세 사이에 에따플 평화 조약(Peace of Etaples)을 체결하다.

## 탄생
- 2월 10일 - 조선 중기의 학자, 은사 이영. (~1583년)
- 9월 12일 - 우르비노의 공작 로렌초 2세 데 메디치. (~1519년)

## 사망
- 7월 25일 - 제213대의 교황 교황 인노첸시오 8세. (1432년~)